# 葉山智工
葉山 智工（はやま ともなり、1978年 - ）は、日本の産婦人科医、幹細胞医学者。専門は生殖医学、発生工学。米国オレゴン州ポートランドのオレゴン健康医科大学で行われた2016年の世界初のヒト患者胚ミトコンドリア置換療法と2017年の世界初のヒト遺伝病胚の生殖遺伝子治療に産婦人科医・胚培養士として参加している。

## 略歴
- 平成9年　私立聖光学院高等学校卒業
- 平成15年　横浜市立大学医学部医学科卒業
- 平成15年　横浜市立大学医学部附属病院研修医
- 平成17年　横浜市立大学産婦人科教室、入局
- 平成21年　産婦人科専門医
- 平成22年　横浜市立大学産婦人科学教室助教
- 平成26年　東京大学大学院医学系研究科修了、医学博士（指導教官は東京大学医科学研究所中内啓光教授、論文の邦題は「免疫不全動物を用いた異種異所発生による始原生殖細胞からの生殖腺様組織誘導」）
- 平成26年　オレゴン国立霊長類研究所研究員
- 平成27年　オレゴン健康医科大学、胚遺伝子治療センター研究員兼務